# Índia nos Jogos Olímpicos de Verão de 1972
A Índia competiu nos Jogos Olímpicos de Verão de 1972, realizados em Munique, Alemanha Ocidental.
A Índia obteve uma medalha de bronze:

## Bronze
- Govin Billimogaputtaswamy, Charles Cornelius, Manuel Frederick, Ashok Kumar, Kindo Michael, Galesh Mollerapoovayya, Krishnamurty Perumal, Ajitpal Singh, Harbinder Singh, Harmik Singh, Kulwant Singh, Mukhbain Singh, e Virinder Singh — hóquei em campo, masculino.